# Serge Thill
Serge Thill (29 januari 1969) is een voormalig voetballer uit Luxemburg. Hij speelde als aanvaller gedurende zijn carrière. Thill beëindigde zijn loopbaan in 2003 bij CS Grevenmacher, en was daarna actief als voetbaltrainer.

## Interlandcarrière
Thill kwam in totaal veertien keer (geen doelpunt) uit voor de nationale ploeg van Luxemburg in de periode 1992-1998. Onder leiding van bondscoach Paul Philipp maakte hij zijn debuut op 25 maart 1992 in de vriendschappelijke thuiswedstrijd tegen Turkije (1-1), net als middenvelder Claude Ganser (Jeunesse Esch). Zijn veertiende en laatste interland speelde Thill op 10 oktober 1998 in Warschau tegen Polen (3-0).

## Erelijst
Union Luxembourg
- Landskampioen

1991, 1992
- Beker van Luxemburg

1991, 1996
 CS Grevenmacher
- Landskampioen

2003